# José María Luis Mora
José María Luis Mora (12 octobre 1794, Guanajuato, Mexique - 14 juillet 1850, Paris, France) il fut un prêtre, un politicien, un idéologue et un historien mexicain du XIXe siècle. Considéré comme l'un des premiers exposants du libéralisme au Mexique, il a lutté pour la séparation de l'Église et de l'État.

## Biographie
Inhumé en 1850 au cimetière de Montmartre, ses restes sont ensuite déplacés à la Rotonde des Personnes illustres, au Mexique en 1963.

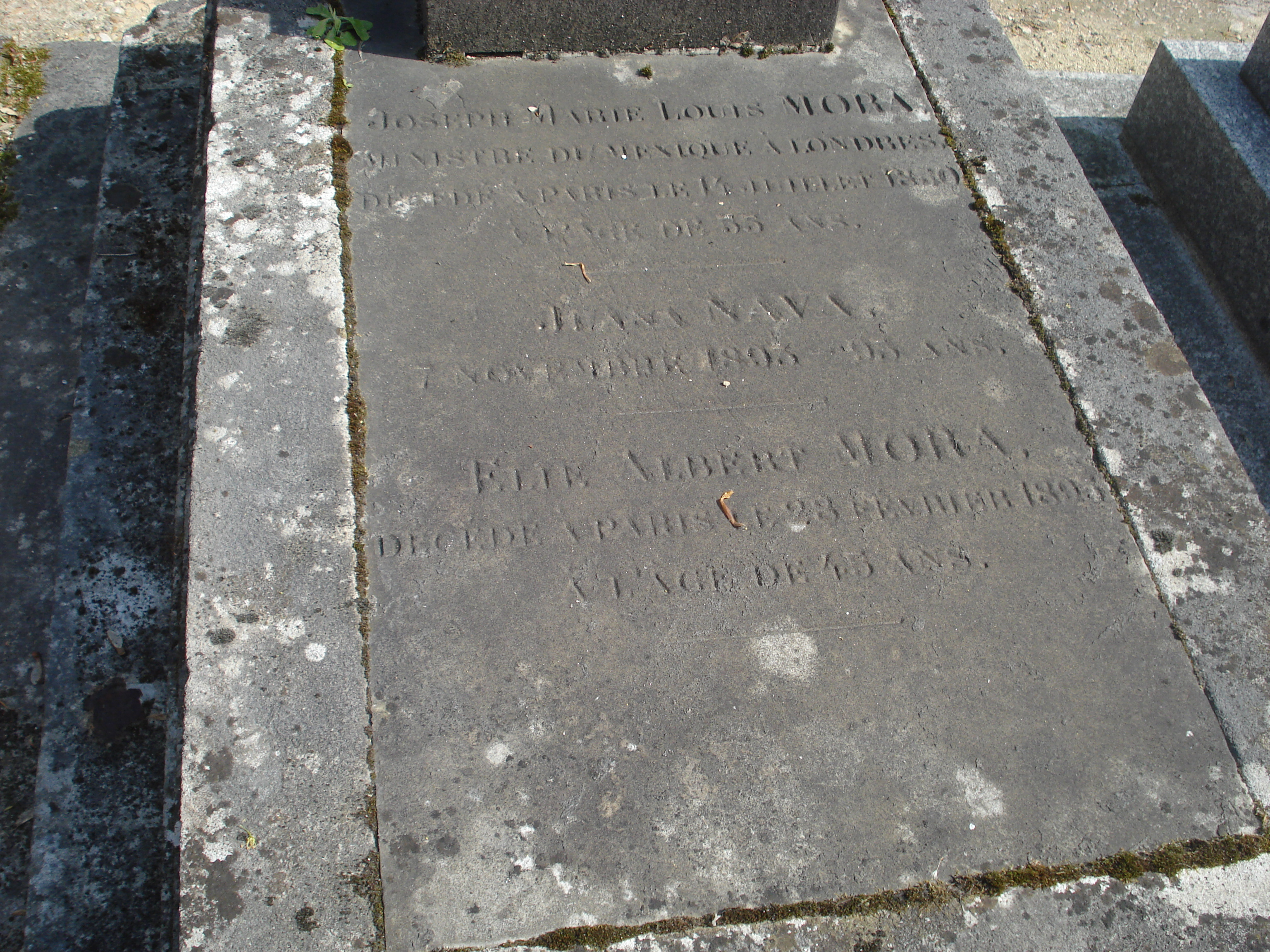
Tombe du cimetière de Montmartre.
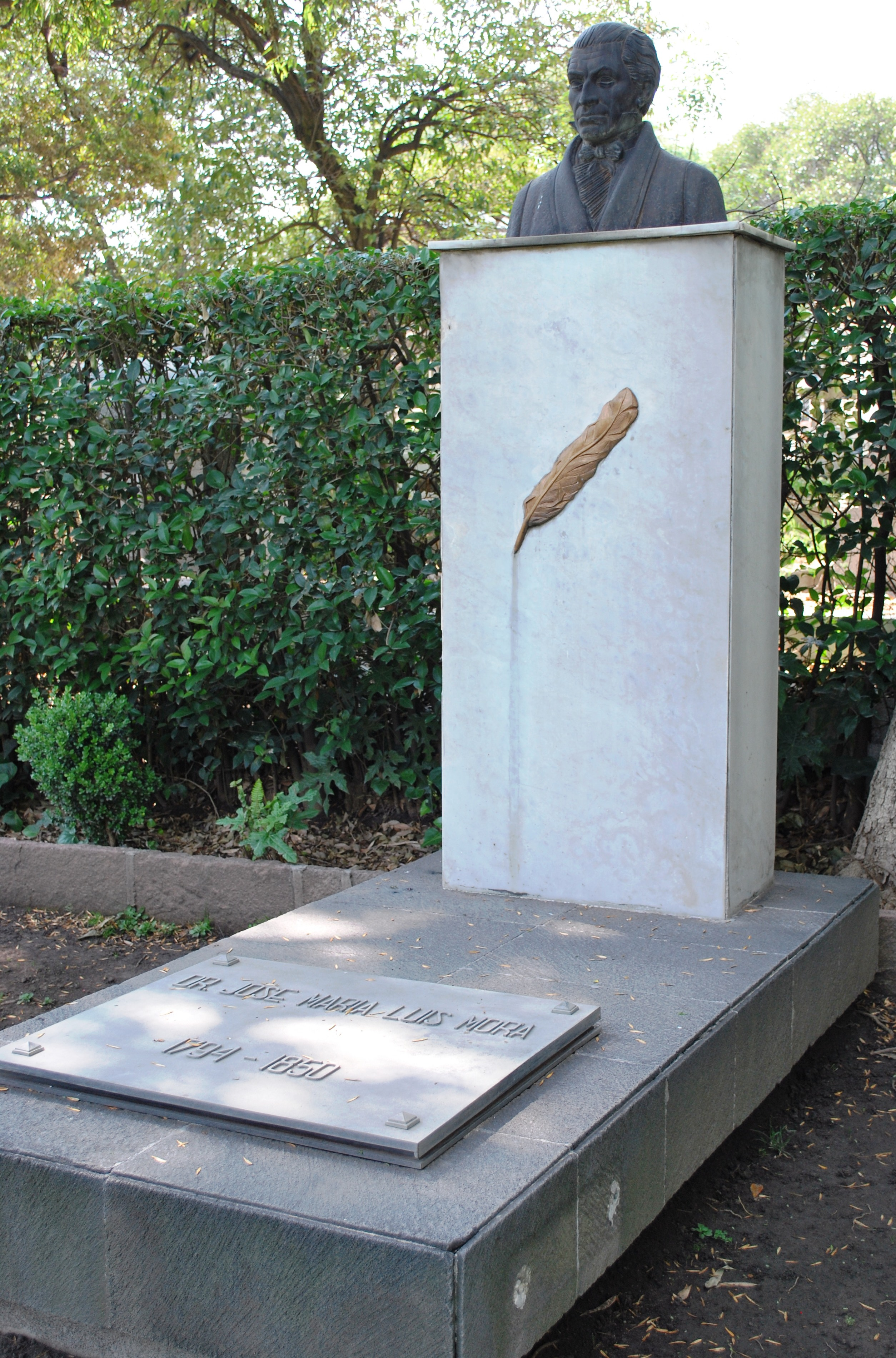
Tombe à la Rotonde des Personnes illustres.